# AM-2389
AM-2389 je klasični kanabinoidni derivat koji deluje kao potentan i relativno selektivan agonist za CB1 receptora, sa Ki od 0,16 nM, i 26x selektivnošću u odnosu na srodni CB2 receptor. On ima visoku potentnost na životinjskim testovima kanabinoidne aktivnosti, i umerenu dužinu trajanja..